# جوزيف ن. كارتر
جوزيف ن. كارتر هو قاضي ومحامي وسياسي أمريكي، ولد في 12 مارس 1843 في مقاطعة هاردين في الولايات المتحدة، وتوفي في 6 فبراير 1913 في كوينسي في الولايات المتحدة. نشط حزبياً في الحزب الجمهوري. وقد انتخب عضو مجلس نواب إلينوي ‏.